# تاکئو فوکودا
تاکئو فوکودا (انگلیسی: Takeo Fukuda؛ زاده ۱۴ ژانویهٔ ۱۹۰۵ – درگذشته ۵ ژوئیهٔ ۱۹۹۵) یک سیاست‌مدار اهل ژاپن بود.